# ホィップスネイド野生動物園
ホィップスネイド野生動物公園（ホィップスネイドやせいどうぶつえん、Whipsnade Wild Animal Park）はイギリス・ベッドフォードシャー州ダンスタブル近くのホィップスネイドにある動物園である。ロンドン動物学会(ZSL)が所有しており、ロンドン動物園の対をなす施設になっている。ヨーロッパでもっとも大きな野生動物保護公園で、2500を超える動物が飼育されており、そのほとんどが絶滅の危機に瀕した種である。
敷地面積は2.4 km2（600エーカー）。ダンスタブル丘陵の斜面に巨大な白いライオン柄のヒルフィギュアが刻まれているために、遠方や上空からでもどこにあるかすぐに分かる。
開園は1931年。ピーター・チャルマーズ・ミッチェル卿（ZSL事務局長 1903-1935）が保護活動の中心地として計画し、人々が訪れやすいヨーロッパ初の野外動物園となった。動物達は広い敷地で飼育されており、クジャク、マーラ、ワラビーなどは園内に放し飼いにされている。
園(およびZSL)は財政資金は受けておらず、ギフトエイドに依っており、チャリティーによる多額の寄付を受けている。
2006年現在の入園料は、冬季＝大人13.5ポンド、夏季＝大人15ポンド。
動物園は毎日午前 10 時から午後 6 時まで営業している。

## 参照
1. ↑  “Whipsnade Wildlife Zoo” (2022年10月13日). 2022年11月18日閲覧。